# Action française
Action française (francouzská výslovnost: [aksjɔ̃ fʁɑ̃sɛːz], AF; anglicky: French Action) či česky Francouzská akce je francouzské politické nacionalistické a royalistické hnutí založené roku 1899 Henri Vaugeoisem a Mauricem Pujoem během Dreyfusovy aféry jako nacionalistická reakce proti intervenci levicových intelektuálů ve prospěch Alfreda Dreyfuse. Toto vlastenecké hnutí mělo nezanedbatelný vliv v období antisemitského a antidreyfusovského a xenofobního běsnění v období 3. francouzské republiky a vlády z Vichy. Nicméně po vypuknutí druhé světové války a v souvislosti s uvězněním Charlese Maurrase, myslitele a šéfa hnutí, ztratilo na významu.
Stejný název byl také dán časopisu spojenému s hnutím, L'Action Française, který vydávala jeho vlastní mládežnická organizace Camelots du Roi.

## Historie
Hnutí a časopis založili Maurice Pujo a Henri Vaugeois v roce 1899, royalista Charles Maurras se k Action française rychle připojil a stal se jejím hlavním ideologem. Pod Maurrasovým vlivem se Action Française stala royalistickou, kontrarevoluční (odmítala odkaz Francouzské revoluce), antiparlamentní a prodecentralizační stranou, hlásala korporativismus, integralismus a římský katolicismus.
Krátce po svém vzniku se Action française pokusila ovlivnit veřejné mínění tím, že ze svého časopisu vytvořila deník a založila další organizace. Nejvýznamnější byla v období 1899–1914. V meziválečném období se hnutí stále těšilo určité prestiži díky podpoře konzervativních elit, ale jeho popularita postupně klesala v důsledku vzestupu fašismu v Evropě i kvůli roztržkám ve vztazích s katolickou církví. Během druhé světové války Action française podporovala vichistický režim a maršála Philippa Pétaina. Po pádu vichistického režimu byly její noviny zakázány a Maurras byl v roce 1944 odsouzen k doživotnímu vězení; krátce před svou smrtí v roce 1952 byl ve špatném zdravotním stavu z vězení propuštěn.
Hnutí sice pokračovalo v činnosti, ale s klesajícím významem, protože monarchismus ztrácel na popularitě a francouzská krajně pravicová hnutí se přesunula k důrazu na katolické hodnoty a obranu tradiční francouzské kultury. Někteří považují Action française za jednoho z předchůdců současné politické strany Národní sdružení.